# Olympische Sommerspiele 2004/Teilnehmer (Luxemburg)
| Gelbes Symbol für Goldmedaillen mit stilisierten Olympischen Ringen | Graues Symbol für Silbermedaillen mit stilisierten Olympischen Ringen | Braundes Symbol für Bronzemedaillen mit stilisierten Olympischen Ringen |
| ------------------------------------------------------------------- | --------------------------------------------------------------------- | ----------------------------------------------------------------------- |
| —                                                                   | —                                                                     | —                                                                       |

Luxemburg nahm an den Olympischen Sommerspielen 2004 in der griechischen Hauptstadt Athen mit zehn Sportlern, vier Frauen und sechs Männern, teil.
Seit 1900 war es die 21. Teilnahme Luxemburgs bei Olympischen Sommerspielen.

## Flaggenträger
Die Tennisspielerin Claudine Schaul trug die Flagge Luxemburgs während der Eröffnungsfeier im Olympiastadion.

## Teilnehmer nach Sportarten
| Sportart       | Name/n                                     | Disziplinen                   |
| -------------- | ------------------------------------------ | ----------------------------- |
| Radsport       | Benoît Joachim; Kim Kirchen; Fränk Schleck | Herren Straße                 |
| Radsport       | Benoît Joachim                             | Herren Zeitfahren             |
| Schwimmen      | Alwin de Prins                             | Herren 100 m Brust            |
| Schwimmen      | Lara Heinz                                 | Damen 50 m und 100 m Freistil |
| Tennis         | Anne Kremer; Claudine Schaul               | Damen Einzel                  |
| Tennis         | Anne Kremer / Claudine Schaul              | Damen Doppel                  |
| Bogenschießen  | Jeff Henckels                              | Herren Recurve                |
| Leichtathletik | David Fiegen                               | Herren 800 m                  |
| Triathlon      | Elizabeth May                              | Damen                         |